# Herb gminy Somonino
Herb gminy Somonino – jeden z symboli gminy Somonino, ustanowiony 24 stycznia 1992.

## Wygląd i symbolika
Herb przedstawia na tarczy koloru niebieskiego złoty zarys kościoła otoczonego zielonymi symbolami lasów i pól. Tuż pod nim umieszczono srebrne fale. Całość jest otoczona czarną bordiurą. 
Herb nawiązuje do tradycji katolickiej Gminy oraz topografii terenu. Wizerunek kościoła zawiązuje do najstarszego kościoła w gminie – pw. Trójcy Świętej i Wszystkich Świętych w Goręczynie. Fale symbolizują wody jezior.